# Groß Ippener

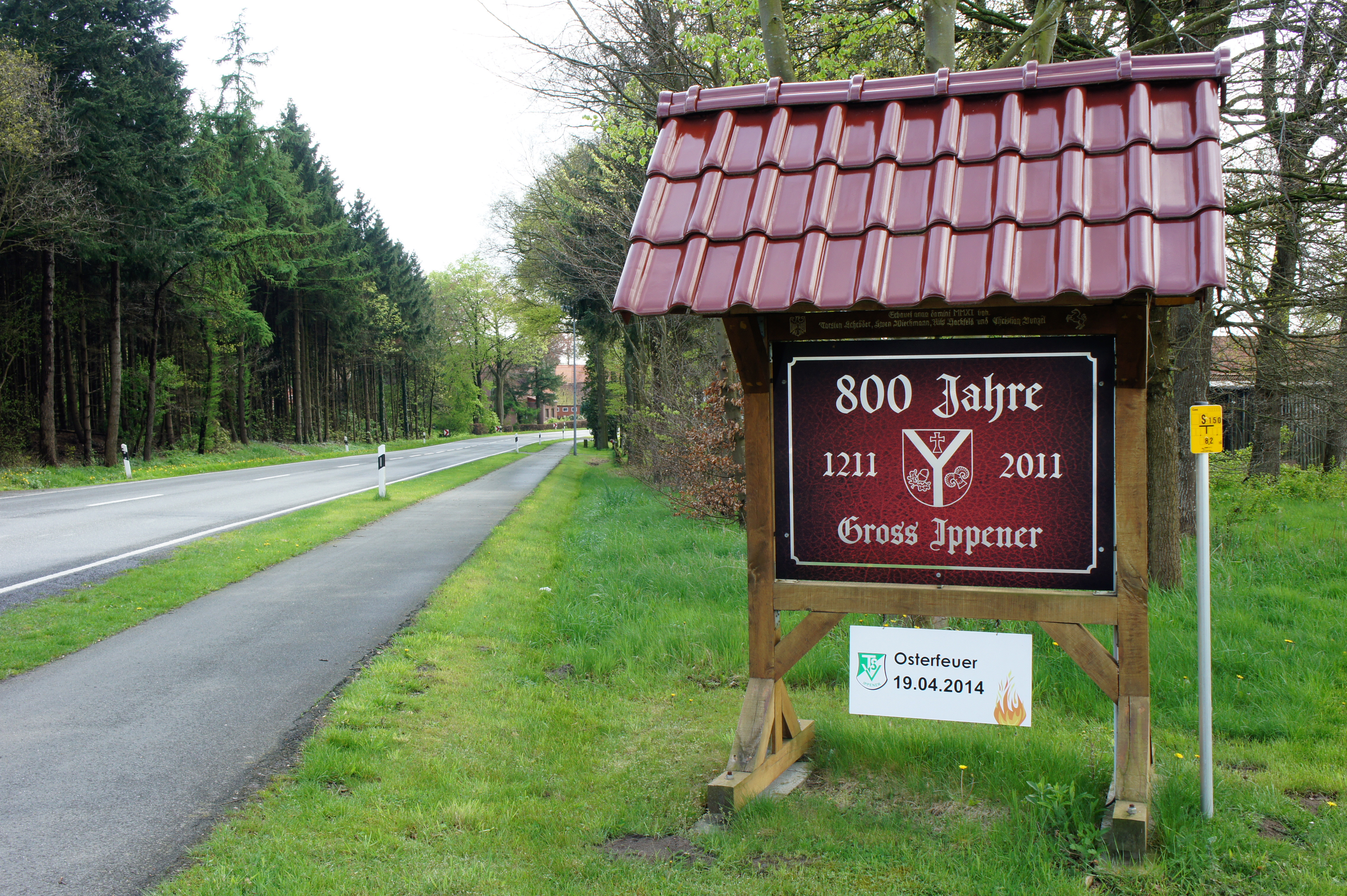

Groß Ippener ist eine Gemeinde in der Samtgemeinde Harpstedt im Landkreis Oldenburg in Niedersachsen.

## Geographie

### Gemeindegliederung
Zur Gemeinde gehören die Ortsteile Groß Ippener, Klein Ippener, Annen und Ortholz.

### Nachbargemeinden
Die Gemeinde Groß Ippener grenzt im Norden an die Stadt Delmenhorst, im Osten an die Gemeinde Stuhr, im Südosten an die Gemeinde Kirchseelte, im Süden an die Gemeinde Dünsen, im Südwesten an die Gemeinde Harpstedt und im Westen an die Gemeinde Prinzhöfte.

## Geschichte
In alten Urkunden von 1211, 1231 und 1250 wird der Name Ippener als Personenname, Ortsname und Kirchspiel erstmals erwähnt. Im Jahr 1211 wird der Begriff Ippener erstmals in einer Urkunde des Stifts Bassum erwähnt, in der der Adelige Aldagus de Ippenerde als Zeuge aufgeführt ist. Der Sitz des Adelsgeschlechtes Ippener befand sich wahrscheinlich in Klein Ippener am Dünsener Bach. Im Jahr 1231 wird Ippener zum ersten Mal als Ortsname in einer Urkunde des Stifts Bassum genannt. Dort bestätigen die Bremer Kloster-Visitatoren dem Kloster Bassum „den Besitz des Zehnten zu Ippenerthe, den die Äbtissin Elisabeth dem Kloster geschenkt hat“. Um 1250 erscheint der Name Ippener als „Parrochia Yppenerthe“ in einer Urkunde zum Bau einer Brücke über die Weser bei Bremen, in der Ippener als „Kirchspiel Ippener“ zum Bau dieser Brücke Abgaben zu leisten hatte. Die Größe des Kirchspiels bestimmte die Abgabe, die damals genau der Größe der Abgabe des Nachbarortes Harpstedt entsprach. Das Kirchspiel Ippener hatte früher eine Kirche in der Ortsmitte von Groß Ippener gegenüber der heutigen Gaststätte Wülfers. Während des Dreißigjährigen Krieges brannte die Kirche ab und wurde nicht wieder aufgebaut.
Im Jahr 1859 wurden die selbständigen Gemeinden Groß Ippener, Klein Ippener, Annen und Ortholz zur Landgemeinde Groß Ippener zusammengefasst, die dem Amt Freudenberg angehörte. Die neu gebildete Landgemeinde Groß Ippener hatte insgesamt 64 Wohnungen mit 440 Einwohnern. 1932 kam die Gemeinde zum Landkreis Grafschaft Hoya.
Im Zuge der Kreis- und Gebietsreform von 1974 wurde die Landgemeinde Groß Ippener aus dem Landkreis Grafschaft Hoya ausgegliedert und bildet seitdem mit acht anderen Mitgliedsgemeinden die Samtgemeinde Harpstedt im Landkreis Oldenburg.

## Politik

### Gemeinderat
Der Rat der Gemeinde Groß Ippener besteht aus neun Ratsfrauen und Ratsherren. Dies ist die festgelegte Anzahl für die Mitgliedsgemeinde einer Samtgemeinde mit einer Einwohnerzahl zwischen 501 und 1.000 Einwohnern. Die neun Ratsmitglieder werden durch eine Kommunalwahl für jeweils fünf Jahre gewählt. Die aktuelle Amtszeit begann am 1. November 2021 und endet am 31. Oktober 2026.
Die letzten Gemeinderatswahlen ergaben folgende Sitzverteilungen:
| Partei          | 2021    | 2016    |
| --------------- | ------- | ------- |
| CDU             | 5       | 6       |
| SPD             | 2       | 3       |
| Grüne           | 1       | –       |
| FDP             | 1       | 0       |
| Gesamt          | 9 Sitze | 9 Sitze |
| Wahlbeteiligung | 56,05 % | 53,19 % |

### Bürgermeister
Der Gemeinderat wählte das Gemeinderatsmitglied Georg Drube (CDU) zum ehrenamtlichen Bürgermeister für die aktuelle Wahlperiode.

### Wappen
Das Wappen der Gemeinde ist gedrittelt. Das nichtheraldisch linke untere Drittel zeigt eine goldene Eichel auf rotem Grund. Im oberen Drittel findet sich ein goldenes Kreuz mit verbreitertem Fuß auf rotem Grund und im nichtheraldisch rechten unteren Drittel befindet sich ein goldener Bockskopf mit zwei gewendelten Hörnern.

## Sehenswürdigkeiten
Siehe auch Liste der Baudenkmale in Groß Ippener
- Hackfelds Dorfkrug von 1809 und 1904, Harpstedter Straße 1
- Hofanlage Dorfstraße 13 von 1831 und 1849
- Hofanlage Klein Ippener Straße 3 vom 19. Jahrhundert
- Wohn- und Wirtschaftsgebäude Dorfstraße 21 von 1806
- Wohn- und Wirtschaftsgebäude Dorfstraße 37 von 1791

## Wirtschaft und Infrastruktur

### Wirtschaft
An der Autobahn befindet sich ein Gewerbegebiet. Hier sind überwiegend Nutzfahrzeughändler und Speditionen ansässig.

### Verkehr
Groß Ippener liegt direkt an der A 1 zwischen Bremen und Osnabrück. Die Gemeinde hat einen Bahnanschluss an die zwischen Delmenhorst und Harpstedt verkehrende Museumsbahn „Jan Harpstedt“.

### Vereine
Sport:
- Schützenverein Ippener, 1896 von 16 Ippener Bürgern gegründet
- TSV Ippener mit den Sparten Fußball, Gymnastik, Tischtennis und Kinderturnen
- ITC Ippener Tennisclub von 1975

Weitere Vereine
- Schützenverein Ippener
- Scalerpark Groß Ippener Modellbauverein